# Ségbohoué
Ségbohoué är ett arrondissement i kommunen Kpomassè i Benin. Den hade 6 058 invånare år 2002.